# Lago Lanier
El lago Lanier es un lago artificial del norte del estado de Georgia (Estados Unidos), creado en 1956 al finalizarse la presa Budford sobre el río Chattahoochee. Tiene una superficie de 150 km², una línea de costa de 1114 km y se encuentra a una altitud de 326 m s. n. m. Se llama así en honor al poeta Sidney Lanier que nació en 1842 en la cercana ciudad de Macon.
Los estados que tienen jurisdicción sobre las aguas del lago Lanier son Georgia, Alabama y Florida.

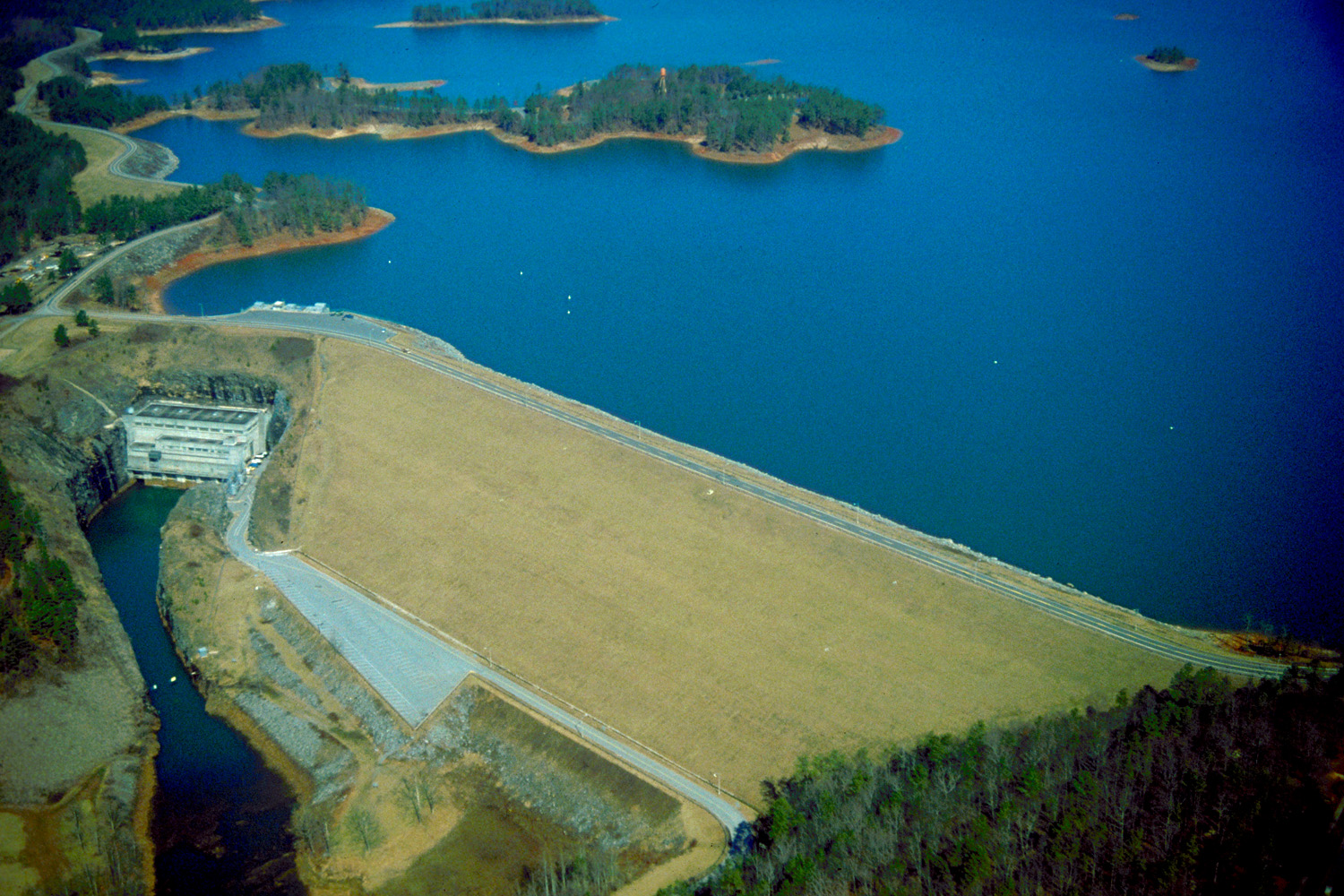
Vista de la presa Budford

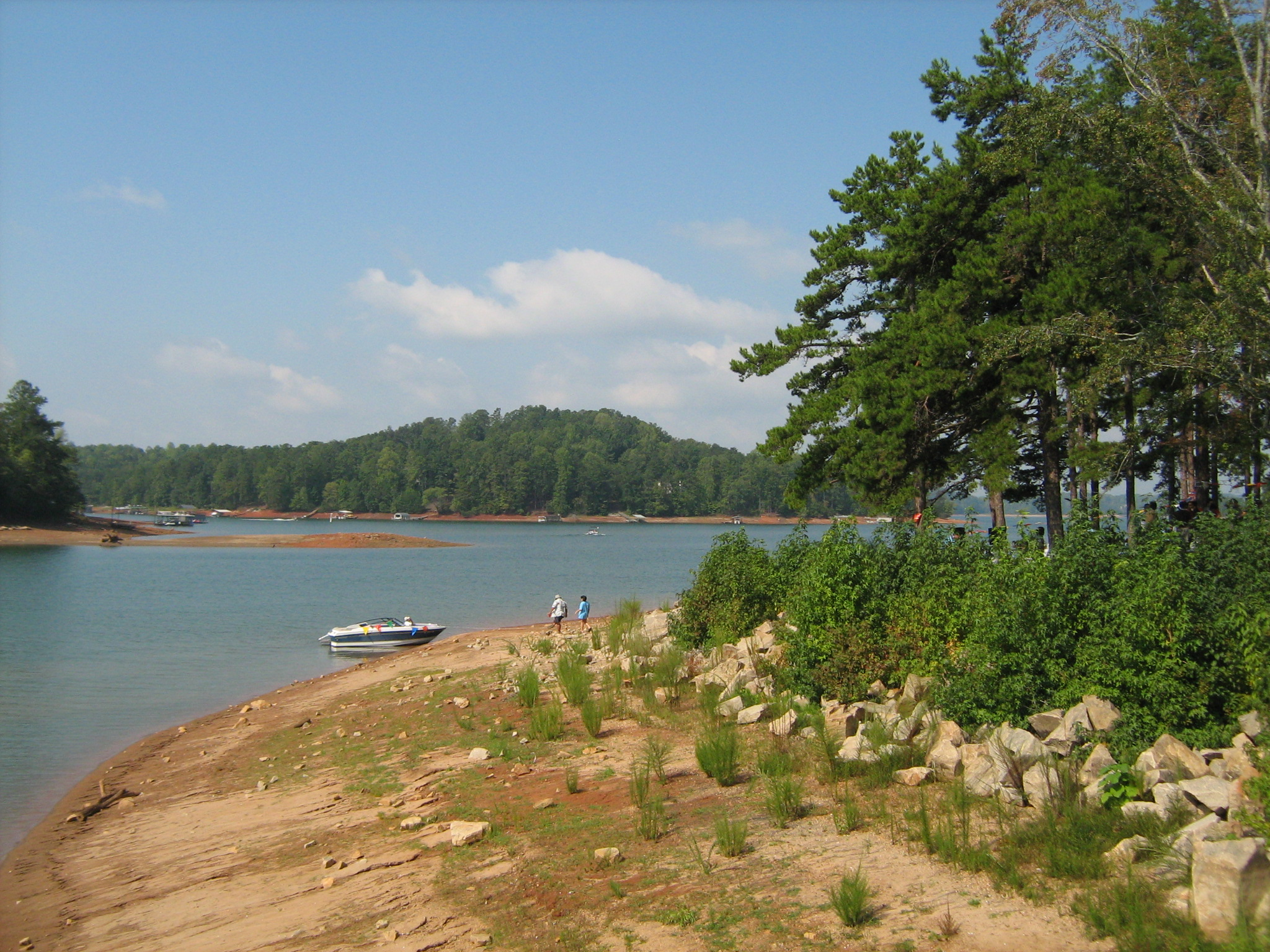
Vista del lago Lanier

Los deportes de remo y sprint de canoa durante los Juegos Olímpicos de Atlanta 1996 tuvieron lugar en este lago. Cada año más de siete millones de personas visitan el lago, que es muy popular entre los amantes de los deportes acuáticos.